# Ptyoiulus conveanus
Ptyoiulus conveanus är en mångfotingart som beskrevs av Chamberlin 1943. Ptyoiulus conveanus ingår i släktet Ptyoiulus och familjen Parajulidae. Inga underarter finns listade i Catalogue of Life.